# Manu Vallejo
Manuel Javier Vallejo Galván, né le 14 février 1997 à Chiclana de la Frontera près de Cadix, est un footballeur espagnol qui évolue au poste d’attaquant. Il évolue actuellement au AD Ceuta.

## Biographie
Il inscrit son premier but avec les professionnels de Cádix le 27 octobre 2018, lors d'une rencontre de Segunda División sur la pelouse du CD Lugo. Il inscrit ensuite cinq autres buts en championnat lors de la première partie de saison 2018-2019.
En février 2019, il s'engage avec le club du Valence CF, mais reste jusqu'à la fin de la saison au Cádiz CF.

## Palmarès

### En équipe nationale
Espagne espoirs
- Vainqueur du Championnat d'Europe espoirs en 2019.